# Tylothallia biformigera
Tylothallia biformigera är en lavart som först beskrevs av Leight., och fick sitt nu gällande namn av P. James & H. Kilias. Tylothallia biformigera ingår i släktet Tylothallia och familjen Lecanoraceae.  Arten är reproducerande i Sverige. Inga underarter finns listade i Catalogue of Life.